# Andrew Fleming
Pour les articles homonymes, voir Fleming.
Andrew Fleming, né selon les sources le 14 mars 1963 ou le 30 décembre 1965, est un réalisateur et scénariste américain.

## Filmographie

### Réalisateur

#### Cinéma
- 1988 : Bad Dreams ;
- 1994 : Deux garçons, une fille, trois possibilités (Threesome) ;
- 1996 : Dangereuse Alliance (The Craft) ;
- 1999 : Dick : Les Coulisses de la présidence (Dick) ;
- 2003 : Espion mais pas trop ! (The In-Laws) ;
- 2007 : Nancy Drew ;
- 2008 : Hamlet 2 ;
- 2014 : Barefoot ;
- 2018 : Ideal Home.

#### Télévision
- 2000-2001 : Grosse Pointe (16 épisodes) ;
- 2002 : Paranormal Girl (pilote non diffusé) ;
- 2005 : Arrested Development (1 épisode) ;
- 2005 : Head Cases (1 épisode) ;
- 2007 : The Loop (1 épisode) ;
- 2009 : No Heroics (pilote non diffusé) ;
- 2011 : Franklin and Bash (2 épisodes) ;
- 2013 : Wedding Band (1 épisode)[1] ;
- 2013 : New Girl (1 épisode) ;
- 2013-2014 : The Michael J. Fox Show (4 épisodes) ;
- 2014-2015 : Bad Judge (4 épisodes) ;
- 2015 : Odd Mom Out (4 épisodes) ;
- 2015 : Difficult People (1 épisode) ;
- 2015 : Red Oaks (2 épisodes) ;
- 2016 : Lady Dynamite (2 épisodes) ;
- 2016-2018 : Younger (7 épisodes) ;
- 2018-2019 : Insatiable (8 épisodes) ;
- 2019 : Dolly Parton's Heartstrings (1 épisode) ;
- 2020 : Emily in Paris (6 épisodes).

### Scénariste

#### Cinéma
- 1988 : Bad Dreams ;
- 1994 : Deux garçons, une fille, trois possibilités (Threesome) ;
- 1994 : Every Breath de Steve Bing ;
- 1996 : Dangereuse Alliance (The Craft) ;
- 1999 : Dick : Les Coulisses de la présidence (Dick) ;
- 2007 : Nancy Drew ;
- 2008 : Hamlet 2 ;
- 2018 : Ideal Home.

#### Télévision
- 2002 : Paranormal Girl (pilote non diffusé).

### Producteur

#### Cinéma
- 2008 : Hamlet 2 (producteur délégué) ;
- 2020 : The Craft : Les Nouvelles sorcières (The Craft: Legacy) de Zoe Lister-Jones (producteur délégué).

#### Télévision
- 2000-2001 : Grosse Pointe (producteur consultant) ;
- 2002 : Paranormal Girl (pilote non diffusé) ;
- 2015-2017 : Odd Mom Out (producteur délégué) ;
- 2018-2019 : Insatiable (producteur délégué) ;
- depuis 2020 : Emily in Paris (producteur délégué).

### Acteur
- 2009 : Sea, Sex and Fun (Fired Up) de Will Gluck : Klete Vanderjack ;
- 2010 : Easy Girl (Easy A) de Will Gluck : le docteur ;
- 2011 : Sexe entre amis (Friends with Benefits) de Will Gluck : le conducteur ;
- 2014 : Annie de Will Gluck : Cleve Sweetzer.